# Dan Bradbury
Dan Bradbury (Wakefield, 26 luglio 1999) è un golfista inglese.

## Carriera
Bradbury ha iniziato a giocare come golfista professionista nel luglio 2022; a novembre dello stesso anno, alla sua terza presenza nello European Tour, ha conquistato la prima competizione in carriera: lo Joburg Open.
Il 13 ottobre 2024 ha conquistato il secondo torneo nel circuito europeo, il FedEx Open de France, grazie ad uno score di 263 colpi, sedici sotto il par.

## Vittorie professionali (2)

### European Tour vittorie (2)
| Legenda                 |
| Tornei Major (0)        |
| Tornei Rolex Series (0) |
| Altri European Tour (2) |

| No. | Data             | Torneo               | Punteggio di vittoria | To par | Margine | Secondo                                                 |
| --- | ---------------- | -------------------- | --------------------- | ------ | ------- | ------------------------------------------------------- |
| 1   | 27 novembre 2022 | Joburg Open          | 63-66-67-67=263       | −21    | 3 colpi | Sami Välimäki                                           |
| 2   | 13 ottobre 2024  | FedEx Open de France | 67-66-69-66=268       | −16    | 1 colpo | Thorbjørn Olesen Jeff Winther Yannick Paul Sam Bairstow |